# حصن‌آباد بالا
حصن‌  روستایی از توابع بخش یزدان آباد شهرستان زرند در استان کرمان ایران است.

## جمعیت
این روستا در دهستان یزدان آباد قرار دارد و براساس سرشماری مرکز آمار ایران در سال ۱۳۸۵، جمعیت آن ۶۱ نفر (۱۵خانوار) بوده‌است.